# 永野桃子
永野 桃子（ながの ももこ、1988年12月7日 - ）は、東京都出身のファッションモデル、女優。旧芸名は黒木桃子。
第37回 集英社 non-noモデルグランプリを獲得後、non-no専属モデルに。東京コレクション、Rumblin's TV、ロレアル、大丸等のショー出演やスチール広告、音楽レポーター等で活躍。
その後エレクトロパンクユニットESIEとして音楽活動を始め、ファーストシングルBehind my skinにて海外先行デビュー。フランス最大級の音楽フェスPrintemps de Bourgesに参加、パリの歴史的会場オリンピア劇場の舞台に立つなど、音楽を中心に活動。
同年、パリのトップモデルエージェント「ナタリー・モデルズ(現・Women's Management Paris)」と専属契約を日本人として初めて締結した経歴をもつ、超実力派モデル。同エージェンシーは各国の世界的なセレブをマネージメントしていることで知られている。
その後は日本で俳優、モデル業を中心にマルチな活動を展開。

## 来歴・人物
モデルとして
- 2004年 - 高校在学中、永野桃子の名でモデル活動を開始。
- 2005年 - 第37回ノンノモデル・グランプリを獲得[1]。
- 2006年 - ノンノ専属モデルとして活動。
- 2009年6月 - パリのモデルエージェント、ナタリー・モデルズ(Nathalie Models-現在のWomen's Management Paris)と専属契約。
- 2009年8月 - 黒木桃子に改名。
- 2014年8月22日 - イーネットフロンティアよりグラビアDVD、Pecheをリリース。
- 2019年 - 芸名を永野桃子に戻す[2]。
- 2020年 - 永野桃子としてモデル・グラビア活動を再開[3]。

ミュージシャンとして
- 2008年1月- ESIEの名で音楽活動を開始。
- 2009年4月- デビューシングル「Behind my skin」をヨーロッパにて先行配信リリース。フランスの音楽フェスティバル「Le Printemps de Bourges」にてパリのオリンピア劇場を含む4公演のデビューツアーを行う。
- 2009年9月30日　- デビューシングル「Behind my skin」を国内配信リリース。
- 2009年10月26日 - リリースパーティを渋谷のClub axxcisにて開催。
- 2009年11月 - Japan LifeStyleにて連載を開始。
- 2010年12月 - ファーストアルバムPOETICを配信リリース。

女優として
- 2015年3月-映画「牙狼GOLD STORM 翔」
- 2015年4月よりオンエアのTVシリーズにレギュラー出演。
- 2015年11月-TAIYO MAGIC FILM 第9回公演『ぼくのタネ』で初舞台を踏む。

## テレビ
- モザイクジャパン （2014年、WOWOW） - 高松優衣 役
- 牙狼〈GARO〉-魔戒ノ花-（2014年、テレビ東京） - エイリス 役
- 牙狼〈GARO〉-GOLDSTORM- 翔（2015年4月、テレビ東京） - ユキヒメ役
- 牙狼〈GARO〉金狼感謝祭2016生放送 (2016年11月23日、ファミリー劇場HD)

## 映画
- 牙狼-GARO- -GOLDSTORM- 翔　劇場版（2015年3月公開　雨宮慶太監督先品　東北新社配給） - ユキヒメ役
- 牙狼〈GARO〉 神ノ牙-KAMINOKIBA-（2018年1月6日公開、東北新社） - ユキヒメ役

## 舞台
- TAIYO MAGIC FILM 第9回公演 ぼくのタネ(2015年11月恵比寿エコー劇場)

## 雑誌
- non-no（2005年10月~2007年?月）
- Japan LifeStyle

## DVD
- Peche（2014年8月22日、イーネットフロンティア）